# Cuir de Russie
Cuir de Russie (kɥiʁ də ʁusi dal francese: Cuoio di Russia) è un profumo maschile della casa di moda Chanel, lanciato sul mercato nel 1924 in Francia e nel 1927 negli Stati Uniti d'America, ed ancora oggi in produzione, con cui la maison fece il suo ingresso nella profumeria maschile.
Coco Chanel aveva lavorato con Ernest Beaux nella realizzazione del primo profumo della maison francese, Chanel No. 5, che uscì nei negozi nel 1921. Nel 1924, i due diedero alla luce il profumo maschile Cuir de Russie. Durante gli anni venti, uno degli amanti di Chanel era il granduca Dmitri Pavlovich di Russia, cugino dello zar Nicholas II, e, secondo Justine Picardie, biografo di Chanel, Cuir de Russie era la "l'essenza del suo amore per il Granduca." Negli anni successivi Cuir de Russie è stato rilanciato sul mercato svariate volte: Nel 1989 la sua formula fu riorchestrata da Jacques Polge, mentre nel 1999 è entrato a far parte della collezione di profumeria d'alta fascia Les Exclusifs.
Secondo il sito web di Chanel, la fragranza di Cuir de Russie è "cavalcate selvagge, aria di tabacco biondo ed odore di stivali conciati da corteccia di betulla, che i soldati russi avrebbero indossato". Luca Turin, nel saggio Perfumes, invece ha descritto Cuir de Russie come "un monumento intatto della profumeria classica e la più pura emanazione del lusso catturato in una bottiglia". Cuir de Russie fa parte della famiglia Boisé - Chypre, ed è classificato G1f.